# Campeonato Africano de Ciclismo en Ruta
El Campeonato Africano de Ciclismo en Ruta es el campeonato africano de ciclismo en ruta para los países miembros de la Confederación Africana de Ciclismo, llevándose a cabo pruebas tanto masculinas como femeninas y siendo para ciclistas élite y sub-23. 
Las primeras ediciones no fueron oficiales: se disputó una edición aislada masculina en ruta en 1995 y en la segunda en 2001, también de manera no oficial, se añadió la prueba contrarreloj masculina. Desde la creación de los Circuitos Continentales UCI en 2005 las pruebas masculinas élite forman parte del UCI Africa Tour, dentro de la categoría CC; y ese mismo año también se crearon las ediciones femeninas. Los premios sub-23 (otorgados en los años 2008-2010) no puntúaron, ni tenían la consideración de carreras oficiales, debido a que es la misma prueba que la de sin limitación de edad pero quitando de la clasificación a los mayores de dicha edad por lo que no es una carrera independiente.
Están organizados por el Centro Continental de Ciclismo Africano con sede en Sudáfrica.

## Sedes
Las sedes de estos campeonatos han ido variando a lo largo de los años.
| 1995      | ?                    |                  |                  |
| 1996-2000 | No se disputaron     | No se disputaron | No se disputaron |
| 2001      | Bandera de Sudáfrica |                  |                  |
| 2002-2004 | No se disputaron     | No se disputaron | No se disputaron |
| 2005      | Bandera de Egipto    |                  |                  |
| 2006      | Port Louis           |                  |                  |
| 2007      | Casablanca           |                  |                  |
| 2008      | Yaundé               |                  |                  |
| 2009      | Windhoek             |                  |                  |
| 2010      | Kigali               |                  |                  |
| 2011      | Asmara               |                  |                  |
| 2012      | Uagadugú             |                  |                  |
| 2013      | Sharm el-Sheij       |                  |                  |
| 2015      | Wartburg             |                  |                  |
| 2016      | Benslimane           |                  |                  |
| 2017      | Luxor                |                  |                  |
| 2018      | Kigali               |                  |                  |
| 2019      | Bahir Dar            |                  |                  |
| 2021      | El Cairo             |                  |                  |
| 2022      | Sharm el-Sheij       |                  |                  |
| 2023      | Acra                 |                  |                  |
| 2024      | Eldoret              |                  |                  |

## Palmarés

### Competiciones masculinas
En naranja: edición amistosa de exhibición no oficial.

#### Ciclismo en ruta
| Edición   | Oro                     | Plata                       | Bronce                      |
| --------- | ----------------------- | --------------------------- | --------------------------- |
| 1995      | Willy Engelbrecht       | ?                           | ?                           |
| 1996-2000 | No se disputó           | No se disputó               | No se disputó               |
| 2001      | Jacques Fullard         | Douglas Ryder               | Ross Grant                  |
| 2002-2004 | No se disputó           | No se disputó               | No se disputó               |
| 2005      | Rupert Rheeder          | Thomas Desvaux              | Mohamed Abdel Aziz          |
| 2006      | Darren Lill             | Daniel Spence               | Robert Hunter               |
| 2007      | Nicholas White          | Johann Rabie                | Jay Robert Thomson          |
| 2008      | Dan Craven              | Hassan Zahboune             | Abdelmalek Madani           |
| 2009      | Ian McLeod              | Jay Robert Thomson          | Erik Hoffmann               |
| 2010      | Daniel Teklehaymanot    | Meron Russom                | Dan Craven                  |
| 2011      | Natnael Berhane         | Tesfay Abrhaha Habtemariam  | Reinardt Janse van Rensburg |
| 2012      | Natnael Berhane         | Jay Robert Thomson          | Fregalsi Debesay            |
| 2013      | Tesfom Okubamariam      | Dan Craven                  | Merhawi Kudus               |
| 2014      | No se disputó           | No se disputó               | No se disputó               |
| 2015      | Louis Meintjes          | Jay Robert Thomson          | Jacques Janse van Rensburg  |
| 2016      | Tesfom Okubamariam      | Youcef Reguigui             | Mekseb Debesay              |
| 2017      | Willie Smit             | Meron Abraham               | Ahmed Amine Galdoune        |
| 2018      | Amanuel Ghebreigzabhier | Metkel Eyob                 | Azzedine Lagab              |
| 2019      | Mekseb Debesay          | Azzedine Lagab              | Youcef Reguigui             |
| 2020      | No se disputó           | No se disputó               | No se disputó               |
| 2021      | Ryan Gibbons            | Nassim Saidi                | Youcef Reguigui             |
| 2022      | Henok Mulubrhan         | Reinardt Janse van Rensburg | Hamza Amari                 |
| 2023      | Henok Mulubrhan         | Yacine Hamza                | Achraf Ed Doghmy            |
| 2024      | Henok Mulubrhan         | Emile van Niekerk           | Charles Kagimu              |

#### Contrarreloj
En naranja: edición amistosa de exhibición no oficial.
| Edición   | Oro                  | Plata                       | Bronce                      |
| --------- | -------------------- | --------------------------- | --------------------------- |
| 2001      | Simon Kessler        | Morne Bester                | Mohamed Abdel Fattah        |
| 2002-2004 | No se disputó        | No se disputó               | No se disputó               |
| 2005      | Alex Pavlov          | Rafaâ Chtioui               | Rupert Rheeder              |
| 2006      | Robert Hunter        | Dan Craven                  | Daryl Impey                 |
| 2007      | Nicholas White       | Jay Robert Thomson          | Bereket Yemane              |
| 2008      | Jay Robert Thomson   | Nicholas White              | Dan Craven                  |
| 2009      | Jay Robert Thomson   | Reinardt Janse van Rensburg | Erik Hoffmann               |
| 2010      | Daniel Teklehaymanot | Reinardt Janse van Rensburg | Azzedine Lagab              |
| 2011      | Daniel Teklehaymanot | Louis Meintjes              | Reinardt Janse van Rensburg |
| 2012      | Daniel Teklehaimanot | Tsgabu Grmay                | Jay Robert Thomson          |
| 2013      | Daniel Teklehaimanot | Willie Smit                 | Johannes Christoffel Nel    |
| 2014      | No se disputó        | No se disputó               | No se disputó               |
| 2015      | Tsgabu Grmay         | Daniel Teklehaimanot        | Reinardt Janse van Rensburg |
| 2016      | Mouhssine Lahsaini   | Tsgabu Grmay                | Daniel Teklehaimanot        |
| 2017      | Meron Teshome        | Stefan de Bod               | Awet Habtom                 |
| 2018      | Mekseb Debesay       | Jean Bosco Nsengimana       | Joseph Areruya              |
| 2019      | Stefan de Bod        | Sirak Tesfom                | Ryan Gibbons                |
| 2020      | No se disputó        | No se disputó               | No se disputó               |
| 2021      | Ryan Gibbons         | Kent Main                   | Moise Mugisha               |
| 2022      | Gustav Basson        | Henok Mulubrhan             | Jean Bosco Nsengimana       |
| 2023      | Charles Kagimu       | Moise Mugisha               | Henok Mulubrhan             |
| 2024      | Charles Kagimu       | Brandon Downes              | Adil El Arbaoui             |

#### Contrarreloj por equipos
| Edición | Oro                                                                                       | Plata                                                                                   | Bronce                                                                              |
| ------- | ----------------------------------------------------------------------------------------- | --------------------------------------------------------------------------------------- | ----------------------------------------------------------------------------------- |
| 2009    | Sudáfrica Reinardt Janse van Rensburg Ian McLeod Jay Robert Thomson Christoff van Heerden | Namibia Jacques Celliers Heinrich Koehne Victor Krohne Petrus Lotto                     | Libia Mohamed Ali Almabruk Abubregh Faysal Shaban Alsharaa Ahmed Youcef Belgasem    |
| 2010    | Eritrea Fregalsi Debesay Meron Russom Tesfai Teklit Daniel Teklehaymanot                  | Sudáfrica Reinardt Janse van Rensburg Luthando Kaka Jason Bakke                         | Etiopía Msgena Kindeya Sollomon Bittew Shiferaw Goton Mebrahtu Biru                 |
| 2011    | Eritrea Natnael Berhane Fregalsi Debesay Jani Tewelde Weldegaber Daniel Teklehaymanot     | Sudáfrica Reinardt Janse van Rensburg Herman Fouche Louis Meintjes Jacobus Venter       | Marruecos Reda Aadel Adil Jelloul Mouhcine Lahsaini Abdelati Saadoune               |
| 2012    | Eritrea Natnael Berhane Fregalsi Debesay Daniel Teklehaimanot Jani Tewelde Weldegabir     | Túnez Akkouche Said Ali Rafaâ Chtioui Maher Hasnaoui Ahmed M'Raïhi                      | Argelia Adel Barbari Hichem Chaabane Karim Hadjbouzit Fayçal Hamza                  |
| 2013    | Eritrea Natnael Berhane Meron Russom Daniel Teklehaimanot Meron Teshome                   | Argelia Adel Barbari Hichem Chaabane Azzedine Lagab Abdelmalek Madani                   | Sudáfrica Calvin Beneke Shaun-Nick Bester Johannes Nel Ryan Gibbons                 |
| 2014    | No se disputó                                                                             | No se disputó                                                                           | No se disputó                                                                       |
| 2015    | Eritrea Natnael Berhane Mekseb Debesay Merhawi Kudus Daniel Teklehaimanot                 | Sudáfrica Nicolas Dlamini Reinardt Janse van Rensburg Louis Meintjes Jay Robert Thomson | Etiopía Getachew Atsbha Temesgen Buru Kibrom Giday Tsgabu Grmay                     |
| 2016    | Eritrea Elias Afewerki Mekseb Debesay Amanuel Ghebreigzabhier Tesfom Okubamariam          | Argelia Abderrahmane Bechlagheme Azzedine Lagab Abderrahmane Mansouri Nassim Saidi      | Marruecos Mohmed Amine Errafai Salah Eddine Mraouni Mouhssine Lahsaini Lahcen Saber |
| 2017    | Eritrea Meron Abraham Awet Habtom Amanuel Ghebreigzabhier Meron Teshome                   | Argelia Abderrahmane Mansouri Azzedine Lagab Abdallah Benyoucef Abdelkader Belmokhtar   | Ruanda Joseph Areruya Samuel Mugisha Valens Ndayisenga Jean Bosco Nsengimana        |
| 2018    | Eritrea Mekseb Debesay Amanuel Ghebreigzabhier Metkel Eyob Simon Musie                    | Ruanda Adrien Niyonshuti Valens Ndayisenga Jean Bosco Nsengimana Joseph Areruya         | Argelia Azzedine Lagab Youcef Reguigui Abderrahmane Mansouri Islam Mansouri         |
| 2019    | Eritrea Yakob Debesay Mekseb Debesay Sirak Tesfom Meron Teshome                           | Ruanda Moise Mugisha Jean Bosco Nsengimana Jean Cloude Uwizeye Valens Ndayisenga        | Etiopía Fiseha Gebremariam Tesfay Teklehaymanot Temesgen Buru Redwan Ebrahim        |
| 2020    | No se disputó                                                                             | No se disputó                                                                           | No se disputó                                                                       |
| 2021    | Sudáfrica Ryan Gibbons Gustav Basson Kent Mai Jason Oosthuizen                            | Ruanda Moise Mugisha Jean Bosco Nsengimana Jean Eric Habimana Joseph Areruya            | Argelia Azzedine Lagab Youcef Reguigui Nassim Saidi Hamza Mansouri                  |
| 2022    | Eritrea Henok Mulubrhan Michael Habtom Dawit Yemane Aklilu Gebrehiwet                     | Sudáfrica Kent Mai Reinardt Janse van Rensburg Gustav Basson Callum Ormiston            | Argelia Azzedine Lagab Hamza Mansouri Salah Eddine Ayoubi Cherki Islam Mansouri     |
| 2023    | Argelia Azzedine Lagab Hamza Mansouri Hamza Amari Nassim Saidi                            | Eritrea Henok Mulubrhan Nahom Zerai Milkias Kudus Aklilu Arefayne                       | Ruanda Moise Mugisha Jean Bosco Nsengimana Renus Byiza Uhiriwe Etienne Tuyizere     |

#### Ciclismo en rutasub-23
En naranja: edición no oficial debido a que no es una carrera independiente.
| Edición | Oro                     | Plata                       | Bronce             |
| ------- | ----------------------- | --------------------------- | ------------------ |
| 2008    | Hichem Chaabane         | Daniel Teklehaimanot        | Redouane Chabaane  |
| 2009    | Petrus Lotto            | Reinardt Janse van Rensburg | Adrien Niyonshuti  |
| 2010    | Daniel Teklehaimanot    | Reinardt Janse van Rensburg | Natnael Berhane    |
| 2011    | Natnael Berhane         | Tesfay Abraha               | Youcef Reguigui    |
| 2012    | Natnael Berhane         | Hamza Merdj                 | Songezo Jim        |
| 2013    | Tesfom Okbamariam       | Merhawi Kudus               | Janvier Hadi       |
| 2015    | Jayde Julius            | Merhawi Kudus               | Temesgen Buru      |
| 2016    | Amanuel Ghebreigzabhier | Jean Claude Uwizeye         | Nassim Saidi       |
| 2017    | Meron Abraham           | Ahmed Galdoune              | Joseph Areruya     |
| 2018    | Joseph Areruya          | Henok Mulubrhan             | Didier Munyaneza   |
| 2019    | Henok Mulubrhan         | Yacine Hamza                | Paul Daumont       |
| 2020    | no se disputó           |                             |                    |
| 2021    | Travis Barrett          | Ayoub Sahiri                | Jean Eric Habimana |
| 2022    | Hamza Amari             | Muhammed Amine Nhari        | Tiano Da Silva     |
| 2023    | Renus Byiza Uhiriwe     | Aklilu Arefayne             | Hamza Amari        |

#### Contrarrelojsub-23
En naranja: edición no oficial debido a que no es una carrera independiente.
| Edición | Oro                         | Plata                       | Bronce                     |
| ------- | --------------------------- | --------------------------- | -------------------------- |
| 2008    | Jay Robert Thomson          | Daniel Teklehaimanot        | Bereket Yemane             |
| 2009    | Reinardt Janse van Rensburg | Heiko Redecker              | Adrien Niyonshuti          |
| 2010    | Daniel Teklehaymanot        | Reinardt Janse van Rensburg | Tsgabu Grmay               |
| 2011    | Louis Meintjes              | Reda Aadel                  | Fayçal Hamza               |
| 2012    | Tsgabu Grmay                | Adil Barbari                | Natnael Berhane            |
| 2013    | Willie Smit                 | Johannes Christoffel Nel    | Adil Barbari               |
| 2015    | Merhawi Kudus               | Valens Ndayisenga           | Adil Barbari               |
| 2016    | Valens Ndayisenga           | Amanuel Ghebreigzabhier     | Abderrahmane Bechlaghem    |
| 2017    | Stefan de Bod               | Awet Habtom                 | Joseph Areruya             |
| 2018    | Joseph Areruya              | Redwan Ebrahim              | Simon Musie                |
| 2019    | Moïse Mugisha               | Redwan Ebrahim              | Islam Mansouri             |
| 2021    | Hamza Mansouri              | Jean Eric Habimana          | Paul Daumont               |
| 2022    | Renus Uhiriwe               | Youssef Ahmed               | Salah Eddine Ayoubi Cherki |
| 2023    | Kiya Rogora                 | Aklilu Arefayne             | Hamza Amari                |
| 2024    | Paul Lomuria                | Lawrence Lorot              | Joshua Ethan Dike          |

### Competiciones femeninas

#### Ciclismo en ruta
| Edición | Oro                   | Plata                 | Bronce                    |
| ------- | --------------------- | --------------------- | ------------------------- |
| 2005    | Anke Erlank           | Marissa van der Merwe | Chrissie Viljoen          |
| 2006    | Yolandi Du Toit       | Ronel Van Wyk         | Marissa van der Merwe     |
| 2007    | Marissa van der Merwe | Lynette Burger        | Yolandi Du Toit           |
| 2008    | Cassandra Slingerland | Marissa van der Merwe | Aurélie Halbwachs         |
| 2009    | Lynette Burger        | Cherise Taylor        | Lizanne Naude             |
| 2010    | Lylanie Lauwrens      | Lise Olivier          | Aurélie Halbwachs         |
| 2011    | Ashleigh Moolman      | Cherise Taylor        | Aurélie Halbwachs         |
| 2012    | Ashleigh Moolman      | An-Li Pretorius       | Lise Olivier              |
| 2013    | Ashleigh Moolman      | Vera Adrian           | Wehazit Kidane            |
| 2014    | No se disputó         | No se disputó         | No se disputó             |
| 2015    | Ashleigh Moolman      | Lise Olivier          | Hadnet Kidane             |
| 2016    | Vera Adrian           | An-li Kachelhoffer    | Kimberley Le Court        |
| 2017    | Aurélie Halbwachs     | Kimberley Le Court    | Charlene Roux             |
| 2018    | Bisrat Ghebremeskel   | Tsega Beyene          | Mossana Debesay           |
| 2019    | Mossana Debesay       | Eyeru Tesfoam Gebru   | Joanna van de Winkel      |
| 2020    | No se disputó         | No se disputó         | No se disputó             |
| 2021    | Carla Oberholzer      | Hayley Preen          | Vera Looser               |
| 2022    | Ebtissam Zayed Ahmed  | Kimberley Le Court    | Awa Bamogo                |
| 2023    | Ese Lovina Ukpeseraye | Awa Bamogo            | Llucie de Marigny-Lagesse |
| 2024    | Ashleigh Moolman      | Adiam Dawit           | Diane Ingabire            |

#### Contrarreloj
| Edición | Oro                   | Plata                      | Bronce              |
| ------- | --------------------- | -------------------------- | ------------------- |
| 2005    | Anke Erlank           | Dianne Emery               | Chrissie Viljoen    |
| 2006    | Aurélie Halbwachs     | Ronel Van Wyk              | Linda Davidson      |
| 2007    | Lynette Burger        | Yolandi Du Toit            | Aurélie Halbwachs   |
| 2008    | Cassandra Slingerland | Marissa van der Merwe      | Aurélie Halbwachs   |
| 2009    | Cassandra Slingerland | Lynette Burger             | Aurélie Halbwachs   |
| 2010    | Lylanie Lauwrens      | Aurélie Halbwachs          | Lizanne Naude       |
| 2011    | Cherise Taylor        | Ashleigh Moolman           | Aurélie Halbwachs   |
| 2012    | Ashleigh Moolman      | An-Li Pretorius            | Vera Adrian         |
| 2013    | Ashleigh Moolman      | Wehazit Kidane             | Vera Adrian         |
| 2014    | No se disputó         | No se disputó              | No se disputó       |
| 2015    | Ashleigh Moolman      | Heidi Dalton               | Aurélie Halbwachs   |
| 2016    | Vera Adrian           | Jeanne d'Arc Girubuntu     | Samantha Sanders    |
| 2017    | Aurélie Halbwachs     | Mossana Debesay            | Juanita Venter      |
| 2018    | Mossana Debesay       | Selam Ahama Gerefiel       | Eyeru Tesfoam Gebru |
| 2019    | Selam Ahama Gerefiel  | Eyeru Tesfoam Gebru        | Desiet Kidane       |
| 2020    | No se disputó         | No se disputó              | No se disputó       |
| 2021    | Carla Oberholzer      | Frances Janse Van Rensburg | Vera Looser         |
| 2022    | Nesrine Houili        | Ebtissam Zayed Ahmed       | Kerry Jonker        |
| 2023    | Aurelie Halbwachs     | Valentine Nzayisenga       | Kimberley Le Court  |
| 2024    | Lucy Young            | Ashleigh Moolman           | Melissa Hinz        |

#### Contrarreloj por equipos
| Edición | Oro                                                                                       | Plata                                                                                   | Bronce                                                                                     |
| ------- | ----------------------------------------------------------------------------------------- | --------------------------------------------------------------------------------------- | ------------------------------------------------------------------------------------------ |
| 2013    | Eritrea Tsehainesh Fitsum Yorsalem Ghebru Wehazit Kidane Senayt Mengsteab                 | Nigeria Tombrapa Gripka Rosemary Marcus Glory Odiase                                    | Etiopía Meseret Hagos Selam Hagos Eyerusalem Kelil Hadnet Kidane                           |
| 2014    | No se disputó                                                                             | No se disputó                                                                           | No se disputó                                                                              |
| 2015    | Sudáfrica Heidi Dalton Ashleigh Moolman An-Li Pretorius Lise Olivier                      | Namibia Vera Adrian Irene Steyn Michelle Vorster                                        | Eritrea Yohana Dawit Tsehainesh Fitsum Mossana Debesai Wehazit Kidane                      |
| 2016    | Sudáfrica An-li Kachelhoffer Lise Olivier Samantha Sanders Anriette Schoeman              | Etiopía Mhirte Asgele Eden Bekele Tsega Beyene Eyaru Tesfoam                            | Eritrea Yohana Dawit Mossana Debesai Wogahta Ghebrehiwet Wehazit Kidane                    |
| 2017    | Eritrea Wehazit Kidane Mossana Debesay Bisrat Ghebremeskel Wegaheta Gebrihiwt             | Etiopía Selam Ahama Gerefiel Tsega Beyene Birhan Fkadu Abrha Eyeru Tesfoam Gebru        | Egipto · Zayed Ahmed Ebtisam · Menatalla Essam · Donia Mohamed Rashwan · Fatma Hagrus      |
| 2018    | Etiopía Eyeru Tesfoam Gebru Selam Ahama Gerefiel Tsega Beyene Eyerusalem Kelil            | Eritrea Mossana Debesay Wehazit Kidane Tighisti Ghebrihiwet Bisrat Ghebremeskel         | Ruanda Jeanne d'Arc Girubuntu Beatha Ingabire Mangifique Manizabayo Jacqueline Tuyishimire |
| 2019    | Etiopía Eyeru Haftu Reda Eyeru Tesfoam Gebru Selam Ahama Gerefiel Tsega Beyene            | Eritrea Zinab Fitsum Tighisti Ghebrihiwet Mossana Debesay Desiet Kidane                 | Sudáfrica Carla Oberholzer Zanri Rossouw Liezel Jordaan                                    |
| 2020    | No se disputó                                                                             | No se disputó                                                                           | No se disputó                                                                              |
| 2021    | Sudáfrica Hayley Preen Frances Janse Van Rensburg Carla Oberholzer Maroesjka Matthee      | Ruanda Diane Ingabire Valentine Nzayisenga Jacqueline Tuyishimire Josiane Mukashema     | Eritrea Selam Amha Serkalen Taye Watango Miheret Asegele Gebreyewhans                      |
| 2022    | Eritrea Adiam Dawit Danait Fitsum Monalisa Araya Milena Fafiet                            | Mauricio Celia Halbwachs Kimberley Le Court Raphaelle Lamusse Llucie de Marigny-Lagesse | Egipto · Ebtissam Zayed Ahmed · Nada Aboubalash · Hapepa Eliwa · Rehab Elsherbini          |
| 2023    | Mauricio Llucie de Marigny-Lagesse Aurelie Halbwachs Raphaelle Lamusse Kimberley Le Court | Namibia Anri Krugel Courtney Liebenberg Vera Looser Melissa Hinz                        | Ruanda Xaverine Nirere Valentine Nzayisenga Diane Ingabire                                 |

### Competiciones mixtas

#### Relevos mixtos
| Edición | Oro       | Plata   | Bronce       |
| ------- | --------- | ------- | ------------ |
| 2021    | Sudáfrica | Ruanda  | Etiopía      |
| 2022    | Mauricio  | Eritrea | Egipto       |
| 2023    | Mauricio  | Ruanda  | Burkina Faso |
| 2024    | Ruanda    | Eritrea | Etiopía      |

## Medallero histórico
- Actualizado desde 2005 hasta Eldoret 2024 (se incluyen todas las competiciones de ruta, contrarreloj y contrarreloj por equipos, tanto élite masculina, como élite femenina).

| Núm. | País         | Oro | Plata | Bronce | Total |
| ---- | ------------ | --- | ----- | ------ | ----- |
| 1    | Sudáfrica    | 42  | 39    | 22     | 103   |
| 2    | Eritrea      | 30  | 14    | 9      | 53    |
| 3    | Mauricio     | 6   | 5     | 10     | 21    |
| 4    | Namibia      | 4   | 6     | 10     | 20    |
| 5    | Etiopía      | 3   | 8     | 9      | 18    |
| 6    | Argelia      | 3   | 6     | 10     | 19    |
| 7    | Marruecos    | 2   | 0     | 5      | 7     |
| 8    | Uganda       | 2   | 0     | 1      | 3     |
| 9    | Ruanda       | 1   | 12    | 8      | 21    |
| 10   | Egipto       | 1   | 2     | 5      | 8     |
| 11   | Nigeria      | 1   | 1     | 0      | 2     |
| 12   | Burkina Faso | 0   | 1     | 2      | 3     |
| 13   | Túnez        | 0   | 1     | 0      | 1     |
| 14   | Libia        | 0   | 0     | 1      | 1     |
| 14   | Zimbabue     | 0   | 0     | 1      | 1     |